# Buckenbowra River
Buckenbowra River är ett vattendrag i Australien. Det ligger i delstaten New South Wales, i den sydöstra delen av landet, omkring 230 kilometer sydväst om delstatshuvudstaden Sydney.
I omgivningarna runt Buckenbowra River växer i huvudsak städsegrön lövskog. Runt Buckenbowra River är det glesbefolkat, med 9 invånare per kvadratkilometer. Genomsnittlig årsnederbörd är 1 370 millimeter. Den regnigaste månaden är mars, med i genomsnitt 189 mm nederbörd, och den torraste är juli, med 28 mm nederbörd.